# 欧州連合の市民
欧州連合の市民（おうしゅうれんごうのしみん）とは、1992年に調印されたマーストリヒト条約によって導入された概念。この概念は加盟国内における「市民」という概念と並存し、欧州連合加盟国の国民に対して追加的に権利を付与するものである。条約などにより、すべての欧州連合加盟国の国民が連合域内において幅広い分野で権利を享受している。

## 歴史
マーストリヒト条約が調印される1992年以前は、欧州諸共同体の基本条約では経済活動に関して人の移動の自由を保障していたが、そのほかの分野では保障の対象となっていなかった。1951年のパリ条約では石炭・鉄鋼産業従事者の自由な移動についての権利を設定し、また1957年のローマ条約では労働者とサービスの自由な移動が規定された。
ところがこれら条約の規定は欧州連合司法裁判所 (略称: CJEU、旧称: 欧州共同体司法裁判所、欧州司法裁判所および一般裁判所の総称) において、経済の狭い分野での目的としてではなくより広範な社会的・経済的目的を持つものとして解釈されている。1982年の判例では、欧州共同体司法裁判所は「就労の自由は重要であり、この権利は加盟国経済に利するための単一市場の創設という手段だけではなく、労働者が自らの生活水準を向上させるためのものでもある」と判示している。欧州共同体司法裁判所の判例において労働者の自由な移動についての権利は、労働者の外国で就労するという目的に関係なく非常勤・常勤労働の両方に適用され、また労働者が移転先の加盟国から追加的な経済的支援を求めているかどうかということにも適用される。その後欧州共同体司法裁判所はサービスの受益者には基本条約のもとで自由な移動の権利があると考え、またこのように評価される基準は低いもので、経済活動を行っていようがいまいが、ほかの加盟国に滞在している欧州連合加盟国の国民はマーストリヒト条約の発効以前でも、ローマ条約の第12条における権利を有しているとされる。
欧州連合の市民という特別な概念が初めて取り入れられたのはマーストリヒト条約であり、その後のアムステルダム条約ではその考え方が広げられた。アムステルダム条約では連合の市民権とは各国における市民権に取って代わるというものではなく、補完的なものであるとうたわれている。
1998年の判例で欧州司法裁判所は、市民権の規定は共同体法において与えられている権利に加えて実質的な移動の自由についての権利を定めていると判示した。

## 欧州連合の市民
ローマ条約第17条第1項では以下のようにうたわれている。
（日本語仮訳）連合の市民権はこの条約により定められる。加盟国の国籍を有するすべての者は連合の市民である。連合の市民権は加盟国における市民権を補完するものであり、とって替わるものではない。
加盟国のすべての国民は欧州連合の市民である。国籍の取得や喪失についての要件を定めるのは、共同体法を十分に顧慮したうえで加盟国が行うものである。

## 欧州連合市民の権利
欧州連合の市民権は非常に特殊な概念であり、その市民権を研究することに当たっても特殊な方法論を求められると考えられている。欧州連合の市民権は、経済的に活動する人々だけでなく、他の人々にも自由移動の保証を与えることで、欧州統合の理想を実現しようとするものである。研究するためには、欧州法や国際関係の専門家の情報源を活用することが重要であり、ヨーロッパの統合や市民の権利保護の進展といったポジティブな要素を含んでいる。欧州連合の市民権は、国籍ではなく、特別な地位である。欧州連合の加盟国の市民には、他の加盟国で自由に移動や居住をする権利や、欧州議会や地方選挙に投票したり立候補したりする権利など、欧州連合の法律に基づく様々な権利や義務がある。欧州連合の市民権は、1992年にマーストリヒト条約で創設された。この条約は、欧州連合の創設と同時に採択された。欧州連合の市民権は、国籍に加えて与えられるものであり、国籍に代わるものではない。欧州連合の市民権を得るには、欧州連合の加盟国で市民権を申請する必要があり、申請には数年かかる場合があり、国によって条件が異なるが、日本は二重国籍を認めない故、日本国民が欧州で自由に働きたい場合は代わりに長期滞在者の資格を申請するほうが合理的である。

### 個別的な権利
ローマ条約では以下のような欧州連合の市民権を規定している。
- 条約の適用の範囲内において国籍を理由とした差別を受けない権利（第12条）
- 連合域内における自由な移動と居住の権利、どのような地位における職（公務員を含むが、重要な職責を持つ地位については加盟国により例外が認められている）を求める権利（第18条）
- いずれの加盟国での地方および欧州規模の選挙における、当該国の国民と同一の条件での選挙権および被選挙権（第19条）
- 出身国の外交・領事機関が開設されていない非加盟国滞在時に、その非加盟国において開設されているほかの加盟国の外交・領事機関の保護を受ける権利（第20条）
- 欧州議会に対して請願する権利、欧州オンブズマンに対して司法機関を除く共同体の機関や組織の不適切な行為を申し立てる権利（第21条）[18]
- 共同体の機関に対して共同体の公用語の1つで申し立て、同じ言語で回答を得る権利（第21条）
- 欧州議会、欧州連合理事会、欧州委員会の文書を閲覧する権利（第255条）

2007年に加盟したルーマニアとブルガリアの国民が居住する権利はほかの加盟国により制限されている。しかしこの制限は加盟後の数年間、長くても2013年末までの措置である。

### 第18条 自由な移動についての権利
ローマ条約第18条第1項では次のようにうたわれている。
（日本語仮訳）連合のあらゆる市民は加盟国の領域内において、この条約で定められた制限と条件にしたがい、またこの条約に効力を持たせるために採択された措置により、自由に移動し、居住することができる。
また欧州司法裁判所は以下のように判示している。
（日本語仮訳）欧州連合の市民権は加盟国民の基本的な地位として定められているものである。
欧州司法裁判所は、この第18条はほかの加盟国に居住する市民に直接効力を持つ権利を与えるという立場をとっている。2002年の判例以前は、非経済的活動を行う市民にはローマ条約から直接的に居住権は認められておらず、ローマ条約の下で制定された指令にのみ由来するものであると広く考えられてきた。ところがこの2002年の判例では、欧州司法裁判所は第18条について、居住権は一般的に行使できるものとして規定しており、その居住権は指令などの2次法によって限定されるものではあるが、その2次法も比例原則的である場合に限るという判断を示した。加盟国は法規定が比例原則を満たす場合に限り、自国民と連合市民を区別することができるのである。移住してきた連合市民には「受入国への溶け込みの度合いを考慮して、財政的一体性が限られているという合理的な予測が可能である（一部略）」。この溶け込みの度合いを評価するさいには、居住期間がとくに重要な要素となる。
欧州司法裁判所の市民権に関する判例に対しては、比例性の評価についての加盟国内における法令の数が増加していることに関して批判が出されている。

## 市民権に関する指令
既存の2次法および判例の多くは、「欧州連合域内での自由な移動と居住に関する指令 2004/38/EC」で一本化されている。